# Walter Ullmann
Walter Ullmann (né le 29 novembre 1910 à Pulkau, en Autriche et mort le 18 janvier 1983 à Cambridge) est un historien de la pensée politique médiévale. Son œuvre compte parmi les plus importantes en langue anglaise dans ce domaine, avec celles d'Ernst Kantorowicz, de Gaines Post et de Brian Tierney.

## Biographie
Juif, il doit quitter l'Autriche pour l'Angleterre en 1939 en raison de la persécution nazie. Il a fait des études de droit aux universités de Vienne et d'Innsbruck. Après trois années de service militaire dans l'armée anglaise pendant la Seconde Guerre mondiale, il enseigne à l'université de Leeds puis à celle de Cambridge. Ses travaux portent en particulier sur la théologie politique et le gouvernement pontifical au Moyen Âge.

## Œuvre
- (en) The Medieval Idea of Law as Represented by Lucas de Penna : A Study in Fourteenth-Century Legal Scholarship (1946)
- (en) Medieval Papalism. The Political Theories of the Medieval Canonists (1949)
- (en) The Growth of Papal Government in the Middle Ages: A study in the ideological relation of clerical to lay power (1955)
- (en) The Medieval Papacy, St Thomas and Beyond (1960) The Aquinas Society of London, Aquinas Paper, 35
- (en) Liber Regie Capelle : A Manuscript in the Bibliotheca Publica, Evora (1961)
- (en) A History of Political Thought: The Middle Ages (1965). Rééd. sous le titre Medieval Political Thought (1972)
- (en) The Relevance of Medieval Ecclesiastical History : An Inaugural Lecture ( (1966)
- (en) The Individual and Society in the Middle Ages (1966)
- (en) Principles of Government and Politics in the Middle Ages (1966)
- (en) The Carolingian Renaissance and the Idea of Kingship (1969) The Birkbeck Lectures, 1968-1969
- (en) A Short History of the Papacy in the Middle Ages (1972)
- (en) Origins of the Great Schism: A Study in fourteenth-century Ecclesiastical History (1972)
- (en) Law and Politics in the Middle Ages. An Introduction to the Sources of Medieval Political Ideas (1975)
- (en) The Church and the Law in the Earlier Middle Ages : Selected Essays (1975)
- (en) Medieval Foundations of Renaissance Humanism (1977)
- (en) Law and Jurisdiction in the Middle Ages (1988)